# Houtem Jaarmarkt
Houtem Jaarmarkt (nizozemski za „Anualna tržnica Hautema”) ili Winterjaarmarkt  („Zimska anualna tržnica”) je zimski sajam i stočna tržnica koja se svake zime održava 11. (blagdan sv. Martina) i 12. studenog u belgijskom selu Sint-Lievens-Houtemu (jugoistok pokrajine Zapadna Flandrija).

## Povijest
Prema predaji, ovdje je 12. studenog 657. godine ubijen Sveti Livinije Gentski (niz. Sint-Lieven van Gent), nakon čega je njegov grob postao mjesto hodočašća oko kojega je s vremenom nastalo sajmište koje je nazvano po njemu. Najstariji spomen Houtemjaarmarkta je dokument sudskog izvršitelja Land Van Aalsta iz 1634. god. Poznati su i stariji spomeni, ali kako se na istom mjestu održava i ljetni sajam, ne zna se na koji se oni odnose. Tijekom 18. i 19. stoljeća porasla je važnost sajma koji se specijalizirao za trgovinu stokom i konjima. Iz ovog vremena potječu i legendarne priče o razbojnicima kao što je Jan de Lichte, legendarni vođa Bokkenrijdersa („Jahača pastuha”).
Sajam je zadržao svoj status tijekom 20. stoljeća i 2008. godine je proglašen flamanskom nematerijalnom kulturnom baštinom.
Danas sajam i tržnica imaju snažan utjecaj na lokalnu zajednicu jer se privatne kuće pretvaraju u javna mjesta gdje se uživa u glazbi, piću i hrani, pa se tako tijekom ova dva dana cijelo selo pretvori u otvoren prostor dobrodošlice. Zbog toga je Houtem Jaarmarkt upisan na UNESCO-ov popis nematerijalne svjetske baštine u Europi 2010. god.

## Sajam
Houtem Jaarmarkt je posljednja velika tržnica stoke i čistokrvnih konja na otvorenom u Belgiji. Na stotine trgovaca stokom s ponosom svoje životinje izvode pred sudce, druge trgovce, farmere i oko 50.000 posjetitelja-entuzijasta. Ljudi znaju proputovati cijelu Belgiju kako bi obišli oko 500 štandova sa stokom i druge trgovce kako bi iskusili trgovinu koja se još uvijek temelji na starim tehnikama cjenkanja pljeskanjem rukama. Tijekom njega se proda oko 600 konja i skoro duplo više goveda, što ga čini presudnim u kalendaru profesionalnih trgovaca stokom. Svake godine neka druga europska regija je pozvana da predstavi svoje znamenitosti, regionalne proizvode i obrtništvo, što omogućava uzgajačima, farmerima i obrtnicima različitih nacionalnosti priliku da se upoznaju i druže.

## Vanjske poveznice
- Službene stranice Houtemjaarmarkta (nizoz.)